# Terminus amour
Pour plus de détails, voir Fiche technique et Distribution.
Terminus amour (titre original : Endstation Liebe) est un film allemand réalisé par Georg Tressler, sorti en 1958.

## Synopsis
Mecky Berger est un jeune ouvrier qui ne croit pas au grand amour et qui collectionne les liaisons dénuées d'un romantisme qu'il juge ridicule. Jusqu'à ce qu'il rencontre Christa, une femme qui se distingue de toutes celles qu'il a connues et qui suscite en lui une intense émotion : Mecky est amoureux pour la première fois et va faire l'apprentissage de ces nouveaux sentiments. 

## Fiche technique
- Titre original : Endstation Liebe
- Titre français : Terminus amour
- Réalisation : Georg Tressler
- Scénario : Will Tremper d'après une histoire coécrite avec Axel von Hahn
- Photographie : Helmuth Ashley
- Son : Joachim Flamme
- Montage : Kurt Zeunert
- Musique : Martin Böttcher
- Production : Wenzel Lüdecke
- Société de production : Intel West Film (Allemagne)
- Société de distribution : Gloria Film (Allemagne)
- Pays d’origine :  Allemagne de l'Ouest
- Tournage :
  - Langue : allemand
  - Extérieurs : Berlin-Spandau
- Format : noir et blanc — 35 mm — 1.37:1 — son monophonique
- Genre : comédie dramatique
- Durée : 85 minutes
- Dates de sortie : 
  -  Allemagne de l'Ouest : 23 janvier 1958

## Distribution
- Horst Buchholz : Mecky Berger
- Barbara Frey : Christa
- Karin Hardt : Madame Lehnhoff
- Franz Nicklisch (de) : le père de Mecky
- Edith Elmay : Anni
- Peter-Uwe Witt : Uli

## Récompenses et distinctions
- Prix de l'association des critiques allemands (Verband der deutschen Filmkritik) 1958 décerné à la société de production Inter West Film.